# Sugar (Maroon 5)
"Sugar" is een nummer van de Amerikaanse band Maroon 5 uit 2015. Het is de derde single van hun vijfde studioalbum V.

## Achtergrondinformatie
Het nummer kende wereldwijd succes. Het bereikte de top 10 in vele landen over de hele wereld. In de Amerikaanse Billboard Hot 100 werd een tweede positie gehaald. In de Nederlandse Top 40 schopte het nummer het tot nummer 9, en in de Vlaamse Ultratop 50 had het nummer wat minder succes met een 24e positie.

## Tracklijst
| Nr. | Titel                   | Duur |
| --- | ----------------------- | ---- |
| 1.  | Sugar (met Nicki Minaj) | 3:55 |

## Hitnoteringen

### Nederlandse Top 40
| Hitnotering: 07-01-2015 t/m 30-05-2015 | Hitnotering: 07-01-2015 t/m 30-05-2015 | Hitnotering: 07-01-2015 t/m 30-05-2015 | Hitnotering: 07-01-2015 t/m 30-05-2015 | Hitnotering: 07-01-2015 t/m 30-05-2015 | Hitnotering: 07-01-2015 t/m 30-05-2015 | Hitnotering: 07-01-2015 t/m 30-05-2015 | Hitnotering: 07-01-2015 t/m 30-05-2015 | Hitnotering: 07-01-2015 t/m 30-05-2015 | Hitnotering: 07-01-2015 t/m 30-05-2015 | Hitnotering: 07-01-2015 t/m 30-05-2015 | Hitnotering: 07-01-2015 t/m 30-05-2015 | Hitnotering: 07-01-2015 t/m 30-05-2015 | Hitnotering: 07-01-2015 t/m 30-05-2015 | Hitnotering: 07-01-2015 t/m 30-05-2015 | Hitnotering: 07-01-2015 t/m 30-05-2015 | Hitnotering: 07-01-2015 t/m 30-05-2015 | Hitnotering: 07-01-2015 t/m 30-05-2015 | Hitnotering: 07-01-2015 t/m 30-05-2015 |
| Week:                                  | 1                                      | 2                                      | 3                                      | 4                                      | 5                                      | 6                                      | 7                                      | 8                                      | 9                                      | 10                                     | 11                                     | 12                                     | 13                                     | 14                                     | 15                                     | 16                                     | 17                                     |                                        |
| -------------------------------------- | -------------------------------------- | -------------------------------------- | -------------------------------------- | -------------------------------------- | -------------------------------------- | -------------------------------------- | -------------------------------------- | -------------------------------------- | -------------------------------------- | -------------------------------------- | -------------------------------------- | -------------------------------------- | -------------------------------------- | -------------------------------------- | -------------------------------------- | -------------------------------------- | -------------------------------------- | -------------------------------------- |
| Positie:                               | 33                                     | 27                                     | 16                                     | 10                                     | 9                                      | 12                                     | 14                                     | 14                                     | 16                                     | 20                                     | 25                                     | 27                                     | 29                                     | 30                                     | 33                                     | 35                                     | 37                                     | uit                                    |

### NederlandseSingle Top 100
| Hitnotering: 31-01-2015 t/m 19-09-2015 | Hitnotering: 31-01-2015 t/m 19-09-2015 | Hitnotering: 31-01-2015 t/m 19-09-2015 | Hitnotering: 31-01-2015 t/m 19-09-2015 | Hitnotering: 31-01-2015 t/m 19-09-2015 | Hitnotering: 31-01-2015 t/m 19-09-2015 | Hitnotering: 31-01-2015 t/m 19-09-2015 | Hitnotering: 31-01-2015 t/m 19-09-2015 | Hitnotering: 31-01-2015 t/m 19-09-2015 | Hitnotering: 31-01-2015 t/m 19-09-2015 | Hitnotering: 31-01-2015 t/m 19-09-2015 | Hitnotering: 31-01-2015 t/m 19-09-2015 | Hitnotering: 31-01-2015 t/m 19-09-2015 | Hitnotering: 31-01-2015 t/m 19-09-2015 | Hitnotering: 31-01-2015 t/m 19-09-2015 | Hitnotering: 31-01-2015 t/m 19-09-2015 | Hitnotering: 31-01-2015 t/m 19-09-2015 | Hitnotering: 31-01-2015 t/m 19-09-2015 | Hitnotering: 31-01-2015 t/m 19-09-2015 |
| Week:                                  | 1                                      | 2                                      | 3                                      | 4                                      | 5                                      | 6                                      | 7                                      | 8                                      | 9                                      | 10                                     | 11                                     | 12                                     | 13                                     | 14                                     | 15                                     | 16                                     | 17                                     | 18                                     |
| -------------------------------------- | -------------------------------------- | -------------------------------------- | -------------------------------------- | -------------------------------------- | -------------------------------------- | -------------------------------------- | -------------------------------------- | -------------------------------------- | -------------------------------------- | -------------------------------------- | -------------------------------------- | -------------------------------------- | -------------------------------------- | -------------------------------------- | -------------------------------------- | -------------------------------------- | -------------------------------------- | -------------------------------------- |
| Positie:                               | 46                                     | 25                                     | 15                                     | 11                                     | 10                                     | 13                                     | 14                                     | 12                                     | 11                                     | 14                                     | 15                                     | 18                                     | 18                                     | 21                                     | 21                                     | 25                                     | 27                                     | 34                                     |
| Week:                                  | 19                                     | 20                                     | 21                                     | 22                                     | 23                                     | 24                                     | 25                                     | 26                                     | 27                                     | 28                                     | 29                                     | 30                                     | 31                                     | 32                                     | 33                                     | 34                                     |                                        |                                        |
| Positie:                               | 38                                     | 42                                     | 46                                     | 49                                     | 46                                     | 46                                     | 48                                     | 54                                     | 62                                     | 64                                     | 67                                     | 71                                     | 74                                     | 87                                     | 92                                     | 93                                     | uit                                    |                                        |

### 3FM Mega Top 50
| Hitnotering: 07-02-2015 t/m 06-06-2015 | Hitnotering: 07-02-2015 t/m 06-06-2015 | Hitnotering: 07-02-2015 t/m 06-06-2015 | Hitnotering: 07-02-2015 t/m 06-06-2015 | Hitnotering: 07-02-2015 t/m 06-06-2015 | Hitnotering: 07-02-2015 t/m 06-06-2015 | Hitnotering: 07-02-2015 t/m 06-06-2015 | Hitnotering: 07-02-2015 t/m 06-06-2015 | Hitnotering: 07-02-2015 t/m 06-06-2015 | Hitnotering: 07-02-2015 t/m 06-06-2015 | Hitnotering: 07-02-2015 t/m 06-06-2015 | Hitnotering: 07-02-2015 t/m 06-06-2015 | Hitnotering: 07-02-2015 t/m 06-06-2015 | Hitnotering: 07-02-2015 t/m 06-06-2015 | Hitnotering: 07-02-2015 t/m 06-06-2015 | Hitnotering: 07-02-2015 t/m 06-06-2015 | Hitnotering: 07-02-2015 t/m 06-06-2015 | Hitnotering: 07-02-2015 t/m 06-06-2015 | Hitnotering: 07-02-2015 t/m 06-06-2015 | Hitnotering: 07-02-2015 t/m 06-06-2015 |
| Week:                                  | 1                                      | 2                                      | 3                                      | 4                                      | 5                                      | 6                                      | 7                                      | 8                                      | 9                                      | 10                                     | 11                                     | 12                                     | 13                                     | 14                                     | 15                                     | 16                                     | 17                                     | 18                                     |                                        |
| -------------------------------------- | -------------------------------------- | -------------------------------------- | -------------------------------------- | -------------------------------------- | -------------------------------------- | -------------------------------------- | -------------------------------------- | -------------------------------------- | -------------------------------------- | -------------------------------------- | -------------------------------------- | -------------------------------------- | -------------------------------------- | -------------------------------------- | -------------------------------------- | -------------------------------------- | -------------------------------------- | -------------------------------------- | -------------------------------------- |
| Positie:                               | 28                                     | 24                                     | 14                                     | 14                                     | 13                                     | 11                                     | 11                                     | 10                                     | 11                                     | 22                                     | 25                                     | 22                                     | 20                                     | 21                                     | 23                                     | 27                                     | 34                                     | 41                                     | uit                                    |

### NPO Radio 2 Top 2000
| Nummer met noteringen in de NPO Radio 2 Top 2000 | '16  | '17  |
| ------------------------------------------------ | ---- | ---- |
| Sugar                                            | 1726 | 1985 |

1. ↑  Een vetgedrukt getal geeft de hoogste notering aan.
2. ↑  2016 was het eerste jaar met een notering voor dit nummer.
3. ↑  Deze tabel is bijgewerkt tot en met de laatste editie (2024).

## Releasedata
| Land             | Releasedatum     | Formaat                | Label      |
| ---------------- | ---------------- | ---------------------- | ---------- |
| Verenigde Staten | 13 januari 2015  | Radio                  | Interscope |
| Italië           | 20 februari 2015 | Radio                  | Universal  |
| Canada           | 10 maart 2015    | Muziekdownload (remix) | Interscope |
| Verenigde Staten | 10 maart 2015    | Muziekdownload (remix) | Interscope |